# Tram van New Orleans
De tram van New Orleans  is een openbaar vervoermiddel in New Orleans, in het zuiden van de Verenigde Staten. Er zijn vijf lijnen en deze worden geëxploiteerd door de New Orleans Regional Transit Authority (RTA). Het materieel bestaat uit 35 vierassers uit 1923–1924 en 31 stuks uit 1997–2003.

## Geschiedenis
De eerste paardentramlijn ging al in 1835 rijden en is aangelegd door de New Orleans and Carrollton Railroad. Dit was (na New York) de tweede stadstramlijn ter wereld. In september opende men de derde lijn, over de huidige St. Charles Avenue en met stoomtractie, wat de oudste tramlijn ter wereld is.
Reeds in 1893 ging over de  St. Charles Avenue elektrische trams rijden. Andere lijnen volgde in de jaren erna of werden opgeheven zodat het hele net elektrisch werd. In de decennia tot 1922 werden de verschillende trambedrijven samengevoegd tot de New Orleans Public Service Incorporated. In de jaren tot aan 1964 werden alle tramlijnen overgenomen door bussen, behalve de St. Charles Avenue-lijn. In 1988 werd wederom een tweede lijn geopend: de Riverfront lijn.